# Schaukeltest
Der Schaukeltest gibt Auskunft über die temperaturabhängige Konsistenz von Salben. 
Er ist zur Beurteilung der Lagerfähigkeit in Klimagebieten mit ausgeprägtem, ständigem Temperaturwechsel geeignet. Zur Durchführung wird die in einem abgeschlossenen Behältnis befindliche Salbenprobe wiederholt und in ständigem Wechsel unterschiedlichen Temperaturen ausgesetzt. Dabei wird die Salbe beispielsweise im Wechsel für 12 oder 24 Stunden bei 40 °C und dann über dieselbe Zeitspanne bei −5 °C gelagert. Danach wird die Zeit bestimmt, während der keine Wertminderung, wie Beeinträchtigung der Konsistenz und Homogenität, auftrat. Durch den Schaukeltest lassen sich beginnende oder vollständige Aufspaltungen von Emulsionen zuverlässig frühzeitig erkennen.